# آقا ابراهیم قمی
محمد ابراهیم بن محمد نصیر قمی از خوشنویسان و نسخ‌نویسان صاحب‌نام اواخر قرن یازدهم و اوایل قرن دوازدهم است.
او استاد میرزا احمد نیریزی بوده و از استادان خوشنویسی در دورهٔ سلطنت شاه سلیمان و شاه سلطان حسین صفوی به‌شمار می‌رود. تعلیق، نستعلیق و شکسته نستعلیق را هم بسیار خوش می‌نوشته اما شهرت او در خط نسخ است.
می‌گویند سالی سه قرآن می‌نوشته و از دستمزد آن زندگی مرفهی داشته و تمام عمر را مجرد و با سخاوت گذرانده است. تاریخ درگذشتش معلوم نیست اما تا سال ۱۱۱۷ ه.ق در قید حیات بوده است.